# Jarkow-Mammut
Das Jarkow-Mammut ist ein Wollhaarmammut, dessen Überreste 1997 auf der Taimyrhalbinsel in Sibirien entdeckt wurden. Das Mammut lebte vor etwa 20.000 Jahren. Es war männlich und starb nach Altersschätzungen anhand des Gebisses mit 47 ± 2 Jahren.

## Entdeckung
Im Sommer 1997 entdeckten die Brüder Simeon und Gennadi Jarkow, Dolganen aus dem 800 km nördlich des Polarkreises gelegenen Dorf Chatanga, etwa 240 km weiter nördlich bei Noworybnoje, zwölf Kilometer südlich des Flusses Bolschaja Balachnja die gebogene, etwa 30 cm aus dem Boden der Tundra ragende Spitze eines Mammutstoßzahns. Gennadij Jarkow berichtete der Verwaltung des „Großen Arktischen Schutzgebiets“ von dem Fund. Die Jarkows gruben den einen Stoßzahn aus und entdeckten auch den Zweiten. Beide Stoßzähne befanden sich noch in ihrer anatomisch korrekten Position. Als die Jarkows versuchten, den Fund weiter freizulegen, beschädigten sie den Schädel, Unterkiefer und Oberkiefer blieben weitgehend erhalten. Die Schutzgebietsverwaltung untersuchte den Fund zunächst nicht, so dass die Jarkows den bekannten französischen Unternehmer und Mammut-Forscher Bernard Buigues (* 1954) kontaktierten.

## Forschung
Im Mai 1998 grub eine Gruppe von Teilnehmern der von Bernard Buigues geleiteten Cerpolex/Mammuthus-Expedition (CERcles POLaires EXpedition) die Überreste des Schädels aus. Am Schädel befanden sich ein kleines Stück Fleisch, Haut und eine größere Menge Deckhaare und Unterhaare.
Im September und Oktober 1999 wurde ein 3 Meter × 3 Meter × 2,5 Meter großer, 23 Tonnen schwerer Block gefrorenen Sediments, in dem sich die Überreste des Mammuts befanden, ausgegraben, am 17. Oktober 1999 mit einem Hubschrauber Mil Mi-26 herausgehoben und am 18. Oktober 1999 unter der Aufsicht von Bernard Buigues zu einer Eishöhle in Chatanga transportiert, die in den 1950er Jahren als Zwischenlager für Fisch und Fleisch angelegt worden war. Dort wurde er bei einer konstanten Temperatur von −15 °C erhalten. In der Eishöhle studierten mehr als sechsunddreißig Wissenschaftler aus der ganzen Welt, einschließlich Russlands Mammut-Experten Alexei Tichonow, den Fund. Die Ausgrabung und die laufenden Studien am Jarkow-Mammut wurden durch den Discovery Channel aufgezeichnet.
Knochenmark- und Pflanzenproben wurden an verschiedene Labore zur Analyse des Mammuts verschickt. Eine Altersdatierung der Universität Utrecht mit der C-14-Methode ergab ein Alter von 20.380 Jahren.
Wissenschaftler haben festgestellt, dass es zwei Perioden gab, in denen die Mammuts die Region am Polarkreis verließen, entweder auf der Suche nach Nahrung oder um Überschwemmungen zu entgehen: 34.000 bis 30.000 v. Chr. und 17.000 bis 12.000 v. Chr. Das Jarkow-Mammut lebte zwischen diesen beiden Zeiträumen, um 18.380 v. Chr.